# 中央電視台電視文化センター火災
中国中央電視台電視文化センタービル火災（ちゅうごくちゅうおうでんしだいでんしぶんかセンタービルかさい）は、中国中央電視台本部ビルに付属する電視文化センタービルで起きた火災。

## 概要

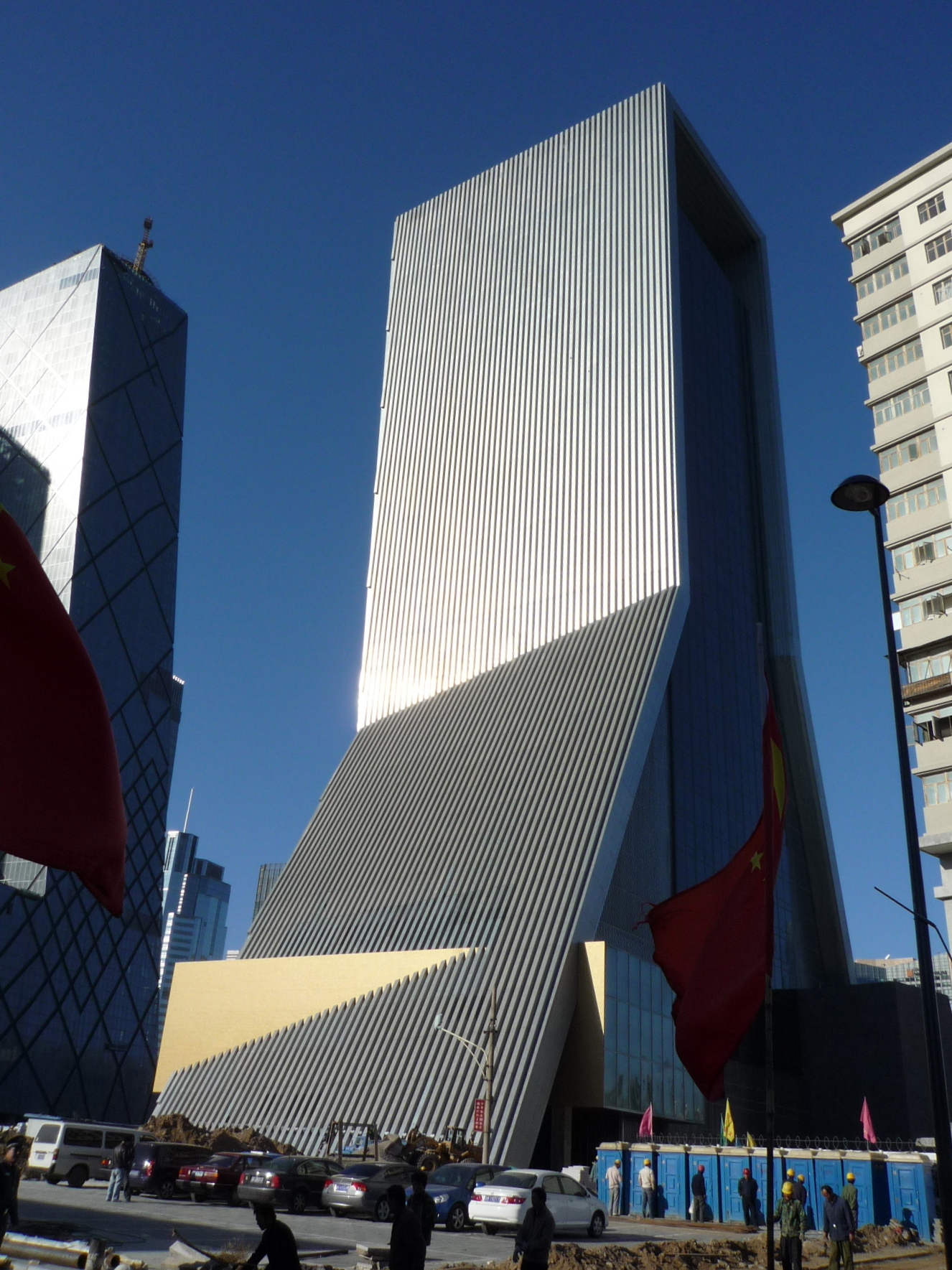
火災前のビル

火災が発生した2009年2月9日当時、旧本部ビルから約12キロメートル東にある新本部ビル（オランダの建築家レム・コールハースによる設計）は5月の完成に向けて建設中であった。同日午後8時27分、新本部ビルから200メートルほど北側に隣接する電視文化センタービルで火災が発生。計54台もの消防車が出動し消火にあたったが、火は6時間にわたって燃え続け、同ビルはほぼ全焼した。炎上中ビルの高層階では、何度も爆発音とともに炎があがった。また警察による付近の道路封鎖を受け、大勢の人と車で現場付近は一時混乱に陥った。最終的に消防士1人が死亡し、7名が負傷した。
電視文化センタービルは、本部ビル同様にレム・コールハースが率いる建築事務所OMAが設計したもので、地上30階建てで高さは159メートル。「北京マンダリン・オリエンタルホテル (Mandarin Oriental Hotel)」や劇場、テレビ制作会社の事務所が入居する予定だった。

## 捜査と裁判

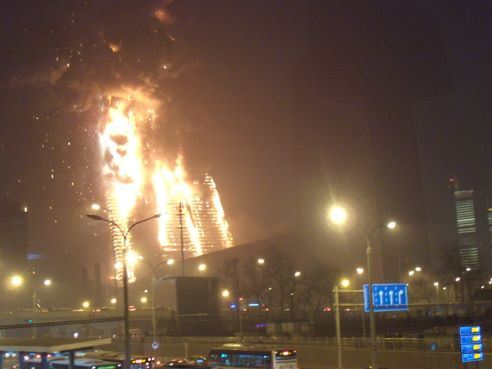
花火が引火し全焼した電視文化センタービル

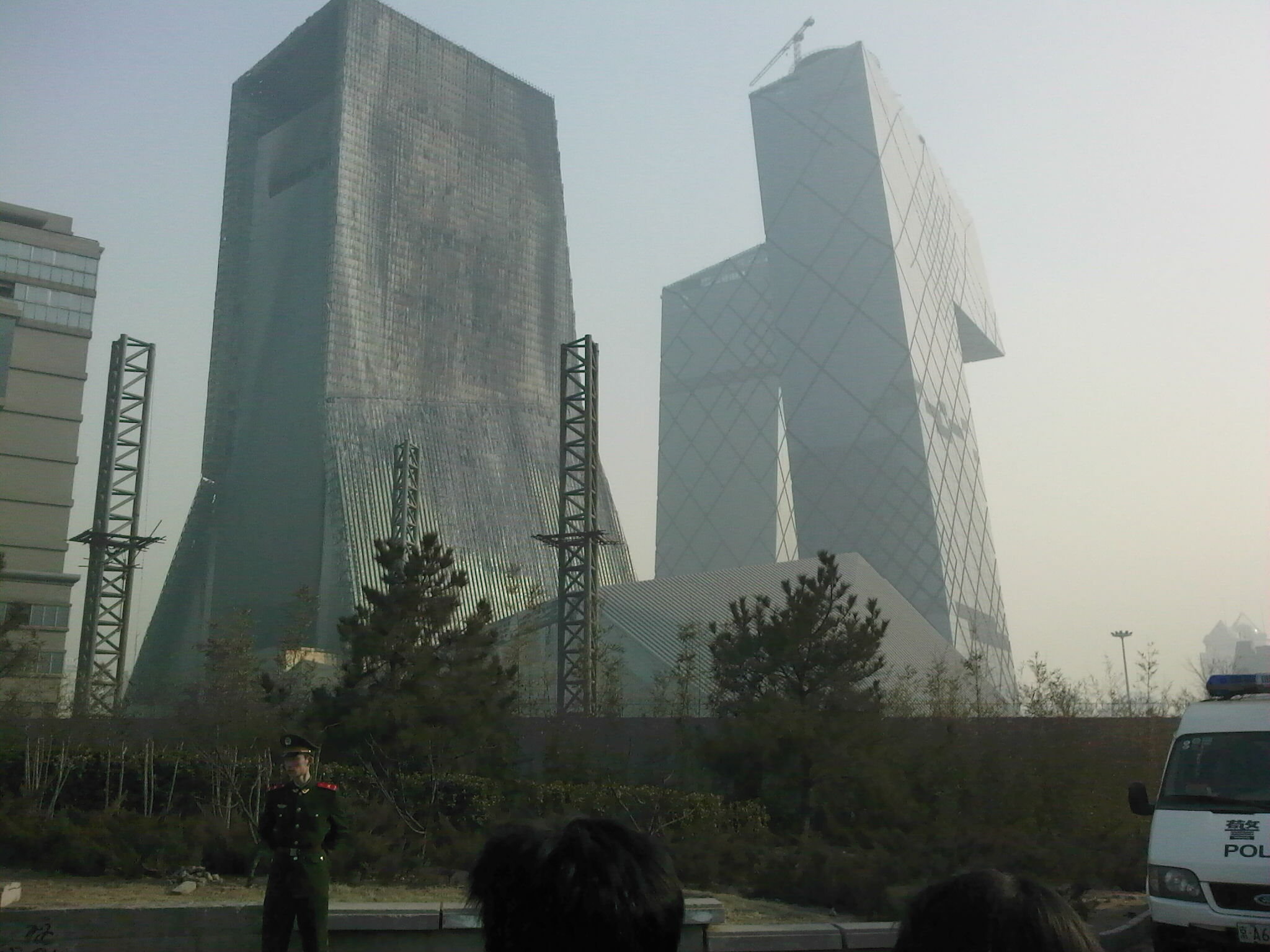
火災後の電視文化センタービル。右は本部ビル

直接の原因は旧正月を祝う花火が屋上に置かれており、それに引火したことだった。打ち上げ花火がビルの屋上に落ち、出火したと伝えていた。消火に当たった消防士は火災のあったビルの屋上で爆竹の残がいを発見したという。10日夕方、CCTVが責任を認め謝罪を行った。北京市警察当局は12日、CCTV主任と花火製作会社社員12人の身柄を危険物により混乱を招いた容疑で拘束したことを明らかにした。2010年5月、危険物事件誘発罪で工事事務所主任が懲役7年となるなど21人に有罪判決が下りた。
中国では2月9日は北京市で花火の使用が許される最終日の元宵節で、旧正月の元日から15日目に当たり、市内ではあちこちで花火が打ち上げられていた。しかしCCTV側と花火製作会社は警察と消防の許可なしに使用できないA類と呼ばれる花火（花火はA類からD類に分けられており、A類が最も火薬が多い）を無許可で使用していたという。

## 中国での反応
中国のメディアは、火災を写真や動画つきではほとんど報じずその代わりポータルサイト「新浪網（SINA）」、「捜狐（SOHU）」の個人ブログや動画投稿サイトの「Youku」などを通して通行人がデジタルカメラやカメラ付き携帯電話を使用して撮った画像が出回った。
ネットでの反応はCCTVに対する皮肉や批判的な意見が大半を占めた。これは前年の番組偽装事件が背景にあった。ネット上に出回った画像は草泥馬を始め、なぜかゴジラやガンダムなどとコラージュされ、主にCCTVに対する皮肉という形で加工された。その後CCTVも事実を認め謝罪、それ以後大々的に報道された。